# 균형 장애
균형 장애는 개인이 예를 들어 서거나 걸을 때 불안정함을 느끼게 하는 장애이다. 현기증, 어지러움, 움직임, 빙글빙글 도는 느낌 또는 떠다니는 느낌이 동반될 수 있다. 균형은 시각계 (눈), 전정 (귀) 및 고유 감각 (몸이 공간에 있는 위치에 대한 감각)과 같이 함께 작동하는 여러 신체 시스템의 결과이다. 이러한 시스템의 기능 저하 또는 손실은 균형 결손으로 이어질 수 있다.

## 징후 및 증상
인지 기능 장애(방향 감각 상실)는 전정 장애와 함께 발생할 수 있다. 인지 결함은 본질적으로 공간적일 뿐만 아니라 물체 인식 메모리와 같은 비공간적 기능도 포함한다. 전정 기능 장애는 주의 과정에 부정적인 영향을 미치는 것으로 나타났으며 증가하면 전정 장애와 관련된 자세 흔들림이 악화될 수 있다. 최근의 MRI 연구는 또한 양측 전정 손상(두 내이 손상)이 있는 인간이 공간 기억 작업에 대한 손상 정도와 상관 관계가 있는 해마체 위축 을 겪는다는 것을 보여준다.

## 원인
균형 문제는 전정, 시각 또는 고유 수용 시스템에 장애가 있을 때 발생할 수 있다. 균형 기능의 이상은 내이 장애, 저혈압, 뇌종양 및 뇌졸중을 포함한 뇌 손상과 같은 원인으로 인한 광범위한 병리를 나타낼 수 있다.

### 실신 전
실신 전단계는 현기증이나 단순히 희미한 느낌이다. 이와는 대조적으로 실신은 실신이다. 저혈압과 같은 순환계 결핍은 갑자기 일어설 때 현기증을 유발할 수 있다.

### 귀 관련
귀와 관련된 현기증의 원인은 종종 현기증(회전)과 메스꺼움이 특징이다. 안진(전정-안구 반사[VOR]과 관련된 눈의 깜박임)은 어지럼증의 급성 말초 원인이 있는 환자에서 종종 나타난다.
양성자세현훈(BPPV)은 현기증의 가장 흔한 원인이다. 일반적으로 중력에 대한 머리 위치의 변화가 있을 때 발생하는 짧고 강렬한 회전 감각으로 설명된다. 개인은 왼쪽이나 오른쪽으로 몸을 구부릴 때, 아침에 침대에서 일어날 때 또는 높은 선반에 있는 물건을 찾을 때 BPPV를 경험할 수 있다. BPPV의 원인은 일반적으로 움직임을 감지하는 데 사용되는 이석이라고 하는 정상이지만 잘못 배치된 칼슘 결정의 존재이다. 운동 감각이 왜곡되고 실제 머리 움직임과 내이가 뇌로 보낸 정보 사이에 불일치가 발생하여 회전 감각을 유발할 수 있다.
올바른 진단을 내리는 것의 어려움은 일부 집단에서 전정 질환 환자의 1/3 이상이 한 명 이상의 의사(어떤 경우에는 최대 15명 이상)와 상담한다는 사실에 반영된다.

## 치료
균형 장애를 치료하기 위한 다양한 옵션이 있다. 한 가지 옵션에는 귀 감염, 뇌졸중, 다발성 경화증, 척수 손상, 파킨슨병, 신경근 상태, 후천성 뇌 손상, 소뇌 기능 장애 및 운동 실조와 같은 균형 문제에 기여할 수 있는 질병 또는 장애에 대한 치료가 포함된다. 청각 신경종 과 같은 종양. 개별 치료는 다양하며 증상, 병력, 일반 건강 및 의료 검사 결과를 포함한 평가 결과를 기반으로 한다.
많은 유형의 균형 장애에는 작업 치료사 또는 물리 치료사가 처방한 균형 훈련이 필요하다. 물리치료사는 종종 환자의 현재 상태에 대한 유용한 정보와 데이터를 얻기 위해 평가의 일부로 표준화된 결과 측정을 관리한다.